# Newton Cardoso
Newton Cardoso (Brumado, 22 de maio de 1938 – Belo Horizonte, 2 de fevereiro de 2025) foi um empresário e político brasileiro, filiado ao Movimento Democrático Brasileiro (MDB). Foi vice-governador e governador de Minas Gerais, bem como deputado federal pelo mesmo estado. Foi prefeito de Contagem por três mandatos.

## Biografia

### Formação
Filho de Ápio Cardoso da Paixão e de Adélia da Silva Cardoso, Newton fez parte de uma família de 15 filhos.
Concluiu o curso científico no colégio Anchieta, em Belo Horizonte, em 1959. Iniciou e não concluiu o curso de Sociologia, Política e Administração Pública na Faculdade de Ciências Econômicas (Face) da Universidade Federal de Minas Gerais (UFMG). Ingressou, a seguir, na Faculdade de Direito da então Universidade Católica de Minas Gerais (UC-MG), pela qual se bacharelou em 1966. À ocasião, Newton adquiriu a cantina da UC-MG, tendo-a doado à universidade enquanto ainda era estudante.
Chegou a Belo Horizonte com a idade de 16 anos para trabalhar na Magnesita S.A., indústria sediada em Brumado, e com fábrica em Contagem, Minas Gerais.

### Movimento Estudantil
Exerceu o cargo de tesoureiro da União Colegial de Minas Gerais (1958) durante a Presidência de Washington Nogueira de Oliveira, fundou a Casa do Estudante de Minas Gerais ("Mofuce"), e presidiu o Grêmio General Sampaio (1959), quando era aluno do Centro de Preparação dos Oficiais da Reserva (CPOR).
Quando aluno da UFMG, ocupou o cargo de diretor social do Diretório Central dos Estudantes (DCE), onde dirigiu a revista Mosaico. Ingressou na política filiando-se ao Partido Republicano (PR), cujo Movimento Estudantil e Trabalhista presidiu. Conviveu com figuras proeminentes do partido, como Artur Bernardes Filho, Clóvis Salgado da Gama e Tristão da Cunha. Desligou–se do PR quando este, na convenção que se realizou no Rio de Janeiro para a escolha do candidato à Presidência da República, decidiu apoiar a candidatura de Jânio da Silva Quadros.
Estabeleceu-se como comerciante e industrial, atuando, principalmente, nos ramos de alimentação, vendas de eletrodomésticos, mercado mobiliário e imobiliário. Promulgado o AI-2 (outubro de 1965), que implantou o bipartidarismo no país, Newton Cardoso filiou-se ao Movimento Democrático Brasileiro (MDB), de oposição, tendo sido um de seus fundadores, e ali chegou a exercer o cargo de tesoureiro do diretório municipal. Em 1966, candidato a deputado estadual, alcançou a segunda suplência.

## Carreira política

### Prefeito de Contagem
Candidatou-se a prefeito de Contagem em 1967, perdendo para Sebastião Camargos. Nas eleições municipais de 1972, candidatou-se novamente, obtendo 12 800 votos, na época 70% do eleitorado do município.
Durante o mandato, criou a Companhia Urbanizadora de Contagem (Cuco), empresa de economia mista encarregada de promover todas as obras públicas e de reestruturar o projeto urbanístico da cidade; também, a Fundação de Assistência Médica de Contagem (Famuc). Promoveu, ainda, uma reforma tributária, um novo cadastro técnico municipal e descentralizou as secretarias. Além de dar prosseguimento às obras do Centro Industrial de Contagem (Cinco), criou nova área industrial, conhecida como "Cincão", e construiu a malha viária de Contagem.
Em sua administração, a Superintendência de Desenvolvimento de Contagem (Sudecon) foi transformada na Secretaria Municipal de Planejamento e Coordenação-Geral, responsável pelo projeto denominado Complementação Urbana de Recuperação Acelerada (Cura), no bairro Eldorado. Construiu a Av. João César de Oliveira, que interliga o município à capital Belo Horizonte (Av. Amazonas) e à BR-381.
Por iniciativa de Newton, a Câmara Municipal de Contagem a provou a Lei nº 1 223, de 1975, que oferecia isenções fiscais de implantação, ampliação, melhoria e funcionamento de hotéis, pousadas, campings e outros estabelecimentos de interesse turístico. Tomou também medidas de combate à poluição ambiental, chegando a interditar uma fábrica de cimento, a Itaú Portland, do grupo Votorantim. O então presidente Ernesto Geisel, no contexto do embate entre a Itaú Portland e a prefeitura, baixou o decreto-lei nº 1 413/75 e o decreto nº 76 389/75, esse último para regulamentar o decreto-lei.
Newton Cardoso também construiu o núcleo urbano Nova Contagem, que atualmente abriga população de mais de 100 mil pessoas. Cardoso também implantou o Ceasa e a Estação Eldorado, de metrô. Como prefeito, foi um dos fundadores e Presidente da Associação dos Prefeitos da Região Metropolitana de Belo Horizonte- Grambel. O objetivo da Grambel era conciliar os distintos interesses dos municípios da Região Metropolitana de Belo Horizonte e gerenciar ações conjuntas entre essas cidades, com vistas à integração e ao planejamento estratégico desses municípios.
Concluído seu mandato, passou a integrar a equipe administrativa de seu sucessor, exercendo o cargo de Diretor-Presidente da Cuco (Companhia Urbanizadora de Contagem), criado por Newton em 1973. Presidiu, também, o Conselho de Administração da Companhia Urbanizadora do Vale do Aço (Curva), em Ipatinga, e tornou-se membro do Conselho Deliberativo da Região Metropolitana de Belo Horizonte.

#### Segundo mandato pela prefeitura de Contagem (1983–1986)
Novamente candidato à prefeitura de Contagem, em 1982, elegeu-se conquistando 92% dos votos válidos. De acordo com os jornais da época, Newton reorganizou a administração da cidade em pouco mais de 15 meses. No exercício desse segundo mandato, implantou de novas unidades industriais (Cinco I, II e III), consolidando, assim, o parque industrial do município; ao programa habitacional Nova Contagem; e aos programas das frentes de trabalho e dos sopões.
Realizou diversas audiências públicas, promovidas em praças de Contagem. Nestas audiências, Newton chegava a receber centenas de pessoas em um só dia. Essas audiências aconteciam em grande número, e prefeitos de várias cidades também o procuravam. Newton Cardoso deixou o cargo em 1986 para disputar o governo de Minas Gerais. Em seu lugar, assumiu seu então vice-prefeito, Guido Fonseca.

### Deputado federal

#### Primeiro mandato como deputado federal (1979–1983)
Newton Cardoso foi eleito deputado federal pelo MDB com 135 900 votos, o mais votado do partido no Brasil e o segundo mais bem votado de Minas Gerais.
Newton Cardoso engrossava as fileiras de oposição ao regime militar da época. Trazendo para seu mandato parlamentar uma boa visão em favor das causas ambientais, Newton defendeu a atuação da Petrobras também no setor de exploração de carvão, xisto-betuminoso (rocha sedimentar que contém óleo em sua constituição e que, quando aquecida, separa seus componentes e adquire características semelhantes às do petróleo) e sucroalcooleiro. Para Newton, a estatal Petrobras seria a empresa mais capacitada a gerir e orientar o consumo sustentável desses recursos.
Newton apresentou também projeto de lei que daria nova redação ao artigo nº 33 do Código Tributário, estabelecendo que a base de cálculo para o IPTU seria o valor venal do imóvel. Newton Cardoso também enviou à Câmara um projeto que transformava o então Dia do Trabalho em Dia do Trabalhador. Newton apresentou inúmeros outros projetos de lei, visando, dentre outras coisas, à mudanças na legislação de proteção ao meio ambiente; à modificação do imposto de renda; ao salário-desemprego; à proteção à fauna e flora. Apresentou também proposta de emenda constitucional visando a redivisão tributária às regiões metropolitanas.
Apresentou medida que visava à valorização do uso do talão de cheques, à época desvalorizado pelo seu mau uso e pela inadimplência. A medida obrigava as instituições bancárias a efetuar o pagamento mesmo quando não houvesse fundo, dando liquidez aos comerciantes que os recebiam. Depois apresentou projeto de lei concedendo incentivo fiscal à pessoa física, visando à aquisição de títulos e ações de pequenas e médias empresas privadas nacionais. Os incentivos seriam a redução de alguns impostos.
Newton também foi relator da Comissão Parlamentar de Inquérito (CPI) dos Alimentos e membro da Delegação Parlamentar Brasileira na Organização das Nações Unidas.Em 1981, acompanhou uma comissão, formada por representantes de diversos setores da sociedade civil organizada, em uma reunião com o então ministro do Trabalho, Murilo Macedo. O grupo propôs a criação de um quadro de inspetores para fiscalização do cumprimento da legislação referente à engenharia e à segurança do trabalho.

#### Segundo mandato como Deputado Federal (1995–1996)
Em seu segundo mandato como deputado federal, obteve 179 169 votos, o que consolidou o prestígio de Newton junto ao governo federal.

### Governo do Estado de Minas Gerais
Aproximando-se o término do seu segundo mandato na prefeitura de Contagem, lançou-se candidato ao governo de Minas. À medida, porém, que se aproximava a convenção do PMDB, quatro nomes se apresentaram, postulando a indicação do partido. São eles: Carlos Alberto Cotta, Leopoldo Pacheco Bessone, Ronan Tito de Almeida e João Pimenta da Veiga Filho. Este último, porta-voz da chamada "ala progressista", era o único em condições de enfrentá-lo pelo voto. Às vésperas da convenção, entretanto, o governador Hélio Garcia indicou o presidente regional do PMDB, Joaquim de Melo Freire, como seu candidato. Poucas horas após a indicação, Melo Freire renunciou à candidatura. Discreta, a articulação política foi suficiente, no entanto, para fazer de Newton Cardoso, que pregava a não-descentralização do partido, candidato oficial do PMDB.
Uma intensa maratona de comícios, carreatas e debates levou Newton Cardoso a percorrer todo o estado, ao lado de sua candidata a vice-governadora, Júnia Marise. Ulisses Guimarães participou de alguns eventos em Minas Gerais, como o comício da Praça da Liberdade, em 1 de novembro de 1986. A campanha também contou com a presença de Risoleta Neves, viúva de Tancredo, em alguns comícios, como no ocorrido em Divinópolis, em 8 de novembro de 1986. E em São João del Rei, no dia 10 de novembro de 1986, Risoleta declarou o apoio da família Neves a Newton Cardoso.
Seu nome apareceu diversas vezes como um dos possíveis presidenciáveis nas eleições que se aproximavam, a primeira eleição após a redemocratização brasileira. Sua atuação nos bastidores e interlocuções políticas, inclusive, foi fundamental para que o mandato do então presidente José Sarney pudesse se estender de quatro para cinco anos, garantindo tranquilidade na transição para a abertura democrática. Em uma entrevista para a revista Istoé, em 20 de junho de 1988, Newton afastou os temores de um novo golpe, em virtude da abertura democrática que se avizinhava e do impasse constitucional que envolvia a duração do mandato presidencial, afirmando: "Eu garanto as eleições de 89".
Newton assumiu o governo de Minas com um plano que batizou Programa de Metas. De acordo com o Plano de Newton, dois terços dos investimentos do estado seriam aplicados em educação, saúde, saneamento, alimentação e desenvolvimento urbano. O apelido de "trator" – uma referência ao grande número de obras empenhadas durante o governo de Newton à frente do estado e ao estilo "duro" de Newton – remonta a essa época.
Newton encontrou o aparato estatal absolutamente comprometido com o pagamento do funcionalismo: 113% do orçamento era direcionado à folha dos funcionários de Minas. Sendo assim, um dos primeiros atos de Newton Cardoso como governador foi a exoneração de mais de trinta mil funcionários fantasmas.
Cardoso também ajustou as contas do estado, gerando superávit primário no caixa estadual. Boa parte dessas empresas gerava prejuízos aos cofres públicos, como os cinco bancos estaduais mineiros: o Agrimisa, o BEMGE, o BDMG, o Credireal e a MinasCaixa. Em seu governo, Newton privatizou o banco Agrimisa.
No bojo das medidas que hoje seriam facilmente chamadas de "choque de gestão", a venda de cerca de 1 500 veículos de propriedade do governo, para que mais de 500 ambulâncias fossem compradas com a verba da venda dos carros.
Newton adotou também o Regime Jurídico Único, que possibilitou aos celetistas (regidos pela CLT) ter os mesmos direitos que os estatutários. Também, via Plano de Revisão de Proventos dos Serviços Públicos, beneficiou mais de 40 mil aposentados do quadro do magistério.
Em quatro anos de gestão, construiu cerca de 6 000 km de estradas, 5 km de pontes e viadutos, 267 terminais rodoviários, 14 aeroportos e a "Trincheira" de Contagem. Implantou o Projeto "Com-Luz", que beneficiou 65 mil moradores de comunidades carentes, do Projeto "Clarear", que atendeu a 75 mil pessoas em Belo Horizonte, do Projeto "Iluminas", de eletrificação rural, e do "BID III-Minas Luz", que beneficiou mais de cinco milhões de pessoas. Entre 1987 e 1991, foram construídas mais de 100 mil moradias para famílias carentes no estado. Somente em BH quase cinco mil casas foram construídas, dotadas de rede de esgoto, água e iluminação, com lâmpadas de vapor de sódio – o Programa "BH-90" construiu na cidade de Santa Rosa da Serra avenidas, escolas, quadras de esportes, postos de saúde, levou energia elétrica, água encanada e asfaltou ruas e 21 km da MG que li Essa obra supriu o déficit que havia no abastecimento de água da RMBH, com 240 km de redes de esgoto – 280 mil habitantes foram beneficiados. Newton também deu andamento a obras de saneamento básico no Jequitinhonha, para perenização dos rios da região – destaque para a Usina Hidrelétrica de Nova Ponte. Abaixo, a relação das principais barragens construídas durante seu governo.
- Bananal, no município de Salinas: irrigou 670 hectares e beneficiou 8 500 pessoas
- Salinas: atingiu área de 2 220 hectares e beneficiou 27 mil pessoas;
- Setúbal, no município de Minas Novas: atingiu área de 5 150 hectares, com potencial de 3 500 kw;
- Calhauzinho, em Araçuaí: irrigou 930 hectares, com geração de 410 kw, e beneficiou 11 600 pessoas;
- Samambaia, em Águas Vermelhas: atingiu área de 700 hectares, com potencial de 200 kw; beneficiou 8 500 pessoas;
- Mosquito, em Porteirinha: 260 hectares irrigados e 3 500 pessoas beneficiadas;
- Caraíbas, entre Salinas e Rubelita: beneficiou 3 200 pessoas, irrigando 250 hectares e gerando 70 kw.

Foram recuperadas 124 escolas da rede pública estadual e construídas 14 em diversos bairros de BH. Além disso, o governo Newton criou o Centro de Pesquisa Ensino/Instituto Técnico de Agropecuária e Cooperativismo (Cepe/Itac), na Fazenda Experimental de Pitangui, voltado para a formação de técnicos de agropecuária, para receber alunos do primeiro e do segundo graus.
Ampliou, reformou e construiu hospitais e postos de saúde. O Hospital São José foi reaberto em fins de 1990; Hospital Pronto-Socorro João XXIII também foi um dos contemplados, com reforma e aquisição de novos equipamentos; igualmente, os hospitais Raul Soares, Galba Veloso, Amélia Lins e Eduardo de Menezes também foram beneficiados.
Recuperou o acervo arquitetônico da cidade do Serro, e também os prédios das secretarias de Cultura, Obras, Educação e Fazenda, na Praça da Liberdade, e o Terminal Turístico JK.
Sua administração enfrentou ruidosa oposição comandada pelo jornal Estado de Minas, órgão dos Diários Associados, que nunca deixou de acusá-lo de favorecimento pessoal no uso de cargo público. Por três vezes, a Assembleia Legislativa do Estado de Minas Gerais examinou e rejeitou pedidos de impeachment do governador por crime de responsabilidade, baseado em improbidade administrativa. Porém, todas as denúncias não se comprovaram. Newton Cardoso nunca foi condenado pela justiça por nenhum ato ofensivo à administração pública.
O governo Newton ainda enfrentou uma tentativa de emancipação do Triângulo Mineiro, ao que o governador prontamente debelou, em defesa da manutenção do território mineiro.

### Vice-governador
Newton não chegou a completar o mandato de prefeito, pois disputou as eleições para governo do estado, sendo o vice da chapa de Itamar Franco, pelo PMDB. A chapa saiu vencedora do pleito de 1998, na disputa com o então governador Eduardo Azeredo.

### Últimos pleitos
Em 2006, Newton Cardoso concorreu pelo seu partido a uma vaga para o Senado. Na convenção partidária, Newton com o apoio do PT e do presidente Luiz Inácio Lula da Silva, derrotou o ex-presidente Itamar Franco, candidato apoiado pelo governador em exercício Aécio Neves, candidato a reeleição. Newton obteve os votos de 70% dos delegados do partido, enquanto Itamar ficou com apenas 25% dos 567 votos apurados.
Newton Cardoso perdeu a eleição para o candidato Eliseu Rezende, passando a se dedicar às suas atividades empresariais.

## Denúncias

### Proibição de publicação do jornal Estado de Minas
Sua relação com a mídia ficou conturbada quando, em seu governo do Estado de Minas Gerais, proibiu a distribuição do jornal Estado de Minas pela polícia militar mineira.

### Patrimônio superior ao declarado
Em 2009, o jornal O Globo de 19 de janeiro, denunciou que o patrimônio de Newton está avaliado entre 2,5 e 3 bilhões de reais, incluindo mais de 100 fazendas, aviões, imóveis, contas em paraísos fiscais e um hotel em Paris, o  Residence des Halles. O valor é duzentas vezes maior que o declarado à Justiça Eleitoral durante sua campanha ao Senado três anos antes.

### Panama Papers
Newton foi citado na relação de brasileiros com conta no Panamá pela Mossack Fonseca, conhecido como Panama Papers.

## Morte
Newton Cardoso morreu na madrugada de 2 de fevereiro de 2025, em Belo Horizonte. Ele estava internado em um hospital da capital mineira desde, pelo menos, 31 de janeiro.
De acordo com seu filho, o deputado federal Newton Cardoso Júnior, a causa da morte foi falência múltipla de órgãos. No entanto, não houve divulgação de qual condição teria levado a esse quadro.
Em 3 de fevereiro de 2025, o ex-governador foi velado no Palácio da Liberdade, em cerimônia que teve a presença do governador Romeu Zema, do prefeito em exercício de Belo Horizonte, Álvaro Damião, do senador Carlos Viana e do presidente nacional do MDB, Baleia Rossi. Posteriormente, o corpo de Newton Cardoso foi conduzido em carro aberto até o Cemitério Parque Renascer, em Contagem, onde foi cremado.